# PSR J0855-4644
PSR J0855-4644是在船帆座的一顆脈衝星，可能和超新星殘骸RX J0852.0-4622有所關聯。這顆超新星可能是在800年前爆炸的。